# Faifi
 (juillet 2021).
Le faifi (fifi) est une langue sudarabique issue du sudarabique ancien, parlée par environ 50 000 personnes dans les environs du mont Faifa (Jebel Fayfa) dans le coin sud-ouest de l' Arabie saoudite. Avec le razihi, c'est la seule descendante survivante du sudarabique ancien.
Elle est considérée comme une langue en danger  et n'a pas été étudiée de manière approfondie[réf. nécessaire] chercheurs le documentent de toute urgence alors que la région d'origine de la langue se diversifie et que les jeunes locuteurs se déplacent ailleurs et sont influencés par d'autres langues. La région était auparavant isolée de la plupart des voyageurs et des autres communautés. Les plus jeunes orateurs ont environ 45 ans et peuvent avoir déménagé, tandis que les orateurs les plus âgés ont environ 90 ans, les membres plus âgés de plus de 60 ans n'ayant jamais quitté la région.[réf. nécessaire]